# Любятувко
Любятувко (пол. Lubiatówko, нім. Liebenhof) — село в Польщі, у гміні Дольськ Сьремського повіту Великопольського воєводства.
Населення — 93 особи (2011).
У 1975-1998 роках село належало до Познанського воєводства.

## Демографія
Демографічна структура станом на 31 березня 2011 року:
|          | Загалом | Допрацездатний вік | Працездатний вік | Постпрацездатний вік |
| -------- | ------- | ------------------ | ---------------- | -------------------- |
| Чоловіки | 46      | 9                  | 33               | 4                    |
| Жінки    | 47      | 9                  | 31               | 7                    |
| Разом    | 93      | 18                 | 64               | 11                   |